# Ян Мартел
Ян Мартел (на английски: Yann Martel) е канадски писател на бестселъри в жанра съвременен и приключенски роман.

## Биография и творчество
Ян Мартел е роден на 25 юни 1963 г. в Саламанка, Испания, в семейството на Никол Перон, преводачка, и Емил Мартел, писател и дипломат. Отраства в Коста Рика, Франция, Мексико, Аляска и Канада. Учи в гимназия в „Тринити Колидж“ и училище-интернат в Порт Хоуп, Онтарио. В периодите 1981 – 1984 и 1986 – 1987 г. учи в университета „Трент“ в Питерборо, а през 1985 г. в университета „Конкордия“ в Онтарио, като завършва с бакалавърска степен по философия.
След дипломирането си работи на временни работи – градинар, библиотекар, охранител, и др. Пътува много и прекарва известно време в Иран, Турция, и 13 месеца в Индия, където посещава джамии, църкви, храмове и зоологически градини, чете и изучава йога, религиозни текстове и исторически митове.
Докато пътува започва да пише разкази. Първият му сборник „Seven Stories“ е публикуван през 1993 г. Той е последван от сборника с разкази „Фактите зад семейство Рокаматио от Хелзинки“.
През 1996 г. е публикуван романът му „Self“ (Самостоятелно), история за сексуалната идентичност, ориентация и трансформация. Романът получава канадската награда „Journey“.
Първите му произведения нямат успех. Световно признание получава с издадения през 2001 г. роман „Животът на Пи“, разказващ с религиозни притчи за епичната сага за оцеляване на едно момче в океана в компанията на няколко животни. Книгата е преведена на повече от 30 езика и получава редица награди, включително престижната награда „Букър“. През 2012 г. е екранизиран в едноименния филм с участието на Сураж Шарма, Ирфан Кхан, Жерар Депардийо и Адил Хюсеин.
След публикуването и последващата известност на романа той става преподавател във факултета по сравнителна литература в Свободния университет в Берлин в периода 2002 – 2003 г., а в периода 2003 – 2004 г. участва в ръководството на Обществената библиотека на Саскатун.
Книгата му „Beatrice and Virgil“ от 2010 г. разглежда темата за Холокоста.
Ян Мартел живее със семейството си в Саскатун, Канада.

## Произведения

### Самостоятелни романи
- Self (1996)
- Life of Pi (2001) – награда „Букър“
Животът на Пи, изд.: „Прозорец“, София (2004, 2012), прев. Магдалена Куцарова-Леви
- Beatrice and Virgil (2010)
- The High Mountains of Portugal (2016)

### Сборници
- Seven Stories (1993)
- The Facts Behind Helsinki Roccamatios: And Other Stories (1993)
Фактите зад семейство Рокаматио от Хелзинки, изд.: „Прозорец“, София (2008), прев. Магдалена Куцарова-Леви
- We Ate the Children Last: Stories (2004)

### Документалистика
- What Is Stephen Harper Reading?: Yann Martel's Recommended Reading for a Prime Minister and Book Lovers of All Stripes (2009)
- 101 Letters to a Prime Minister: The Complete Letters to Stephen Harper (2012)
- Making of Life of Pi: A Film, A Journey (2012) – с Жан Кристоф Кастели

### Екранизации
- 2004 Manners of Dying – сюжет
- 2011 We Ate the Children Last – ТВ филм
- 2012 Животът на Пи, Life of Pi – по романа